# Campeonato Mundial de Atletismo de 2005 - 10000 m feminino
A competição dos 10000 metros feminino no Campeonato Mundial de Atletismo de 2005 foi realizada no Estádio Olímpico, em Helsinque, na Finlândia, no dia 6 de agosto de 2005.

## Recordes
Antes desta competição, os recordes mundiais e do campeonato nesta prova eram os seguintes:
| Tipo                  | Atleta        | Tempo    | Local  | Data                  |
| --------------------- | ------------- | -------- | ------ | --------------------- |
|                       | Wang Junxia   | 29:31.78 | Pequim | 8 de setembro de 1993 |
| Recorde do campeonato | Berhane Adere | 30:04.18 | Paris  | 23 de agosto de 2003  |

## Medalhistas
| Ouro                  | Prata               | Bronze                 |
| Tirunesh Dibaba (ETH) | Berhane Adere (ETH) | Ejegayehu Dibaba (ETH) |

## Calendário
Todos os horários estão no horário local (UTC+2)
| Data        | Horário | Fase  |
| ----------- | ------- | ----- |
| 6 de agosto | 21:15   | Final |

## Resultado final
A final ocorreu dia 5 de agosto às 21:15.
| Pos.              | Atleta                  | Nacionalidade  | Tempo    | Notas                |
| ----------------- | ----------------------- | -------------- | -------- | -------------------- |
| Medalha de ouro   | Tirunesh Dibaba         | Etiópia        | 30:24.02 |                      |
| Medalha de prata  | Berhane Adere           | Etiópia        | 30:25.41 | Recorde da temporada |
| Medalha de bronze | Ejegayehu Dibaba        | Etiópia        | 30:26.00 |                      |
| 4                 | Xing Huina              | China          | 30:27.18 | Recorde da temporada |
| 5                 | Edith Masai             | Quênia         | 30:30.26 | Recorde nacional     |
| 6                 | Werknesh Kidane         | Etiópia        | 30:32.47 |                      |
| 7                 | Sun Yingjie             | China          | 30:33.53 | Recorde da temporada |
| 8                 | Galina Bogomolova       | Rússia         | 30:33.75 | Recorde da temporada |
| 9                 | Paula Radcliffe         | Grã-Bretanha   | 30:42.75 | Recorde da temporada |
| 10                | Irene Kwambai Kipchumba | Quênia         | 30:55.80 |                      |
| 11                | Kayoko Fukushi          | Japão          | 31:03.75 | Recorde da temporada |
| 12                | Jeļena Prokopčuka       | Letônia        | 31:04.55 | Recorde da temporada |
| 13                | Alla Zhilyaeva          | Rússia         | 31:17.97 |                      |
| 14                | Katie McGregor          | Estados Unidos | 31:21.20 | Recorde pessoal      |
| 15                | Kimberley Smith         | Nova Zelândia  | 31:24.29 |                      |
| 16                | Jennifer Rhines         | Estados Unidos | 31:26.66 | Recorde pessoal      |
| 17                | Sabrina Mockenhaupt     | Alemanha       | 31:28.21 |                      |
| 18                | Hitomi Miyai            | Japão          | 31:43.74 |                      |
| 19                | Benita Johnson          | Austrália      | 31:55.15 | Recorde da temporada |
| 20                | Alena Samokhvalova      | Rússia         | 31:57.85 |                      |
| 21                | Hiromi Ominami          | Japão          | 32:02.38 |                      |
| 22                | Blake Russell           | Estados Unidos | 32:07.00 |                      |
| 23                | Mihaela Botezan         | Roménia        | 32:28.29 | Recorde da temporada |
| 24                | Dulce María Rodríguez   | México         | 33:04.73 |                      |
| —                 | Marie Davenport         | Irlanda        | DNF      |                      |
| —                 | Kathy Butler            | Grã-Bretanha   | DNF      |                      |
| —                 | Alice Timbilili         | Quênia         | DNS      |                      |

Legenda
| Recorde mundial       | Recorde mundial (World record)               |                       | Recorde africano                      | Recorde africano (African) |                                           | Q | Classificado por posição (Qualified) |
| Recorde do campeonato | Recorde do campeonato (Championship record)  | Recorde da América    | Recorde da América (Americas)         | q                          | Classificado por melhor tempo (Qualified) |   |                                      |
| Melhor marca do ano   | Melhor marca do ano (World leading)          | Recorde asiático      | Recorde asiático (Asian)              | DNS                        | Não largou (Did not start)                |   |                                      |
| Recorde nacional      | Recorde nacional (National record)           | Recorde europeu       | Recorde europeu (European)            | DNF                        | Não terminou (Did not finish)             |   |                                      |
| Recorde pessoal       | Recorde pessoal do atleta (Personal best)    | Recorde da Oceania    | Recorde da Oceania (Oceania)          | DSQ / DQ                   | Desclassificado (Disqualified)            |   |                                      |
| Recorde da temporada  | Recorde da temporada do atleta (Season best) | Recorde sul-americano | Recorde sul-americano (South America) | NM                         | Sem marca (No mark)                       |   |                                      |